# Astragalus turcomanicus
Astragalus turcomanicus är en ärtväxtart som beskrevs av Aleksandr Andrejevitj Bunge. Astragalus turcomanicus ingår i släktet vedlar, och familjen ärtväxter. Inga underarter finns listade i Catalogue of Life.